# Audun Fløtten
Audun Brekke Fløtten, né le 20 août 1990 à Åmot, est un coureur cycliste norvégien.

## Palmarès
- 2013
  - 3e étape du Circuit des Ardennes international (contre-la-montre par équipes)
- 2016
  - 2e du Fyen Rundt
- 2017
  - Fyen Rundt
  - 2e de l'Himmerland Rundt
  - 3e du Sundvolden GP

## Classements mondiaux
| Année           | 2013   | 2014 | 2015 | 2016 | 2017 |
| --------------- | ------ | ---- | ---- | ---- | ---- |
| UCI Europe Tour | 1 015e |      |      | 919e | 197e |